# Bartłomiej Wdowik
Bartłomiej Wdowik (Olkusz, 25 settembre 2000) è un calciatore polacco, difensore dell'Hannover 96, in prestito dal Braga.

## Caratteristiche tecniche
È un esterno sinistro che può svariare lungo tutta la corsia.

## Carriera

### Club
Cresciuto nel settore giovanile del Ruch Chorzów, debutta in prima squadra il 28 luglio 2018 in occasione dell'incontro di III liga perso 2-0 contro il Radomiak Radom; l'anno seguente si trasferisce all'Odra Opole in seconda divisione dove si ritaglia in breve tempo un ruolo da titolare. Sei mesi più tardi, nel gennaio del 2020, viene acquistato dal Jagiellonia approdando dunque in Ekstraklasa. Esordisce nella prima divisione polacca il 16 febbraio giocando il match pareggiato 0-0 contro il Korona Kielce. Nella stagione 2023-2024 vince il campionato con il Jagiellonia. Il 1º luglio 2024 si trasferisce a titolo definitivo al Braga.

### Nazionale
Ha giocato nelle nazionali giovanili polacche Under-20 ed Under-21.
Nell'ottobre del 2023 viene convocato per la prima volta in nazionale maggiore, con cui ha esordito il 21 novembre del medesimo anno nel successo per 2-0 in amichevole contro la Lettonia.

## Statistiche
Statistiche aggiornate al 15 agosto 2024.

### Presenze e reti nei club
| Stagione            | Squadra             | Campionato          | Campionato | Campionato | Coppe nazionali | Coppe nazionali | Coppe nazionali | Coppe continentali | Coppe continentali | Coppe continentali | Altre coppe | Altre coppe | Altre coppe | Totale | Totale | Totale |
| Stagione            | Squadra             | Comp                | Pres       | Reti       | Comp            | Pres            | Reti            | Comp               | Pres               | Reti               | Comp        | Pres        | Reti        | Pres   | Reti   |        |
| ------------------- | ------------------- | ------------------- | ---------- | ---------- | --------------- | --------------- | --------------- | ------------------ | ------------------ | ------------------ | ----------- | ----------- | ----------- | ------ | ------ | ------ |
| 2017-2018           | Ruch Chorzów        | 1L                  | 1          | 0          | CP              | 0               | 0               | -                  | -                  | -                  | -           | -           | -           | 1      | 0      |        |
| 2018-2019           | Ruch Chorzów        | 2L                  | 18         | 0          | CP              | 1               | 0               | -                  | -                  | -                  | -           | -           | -           | 19     | 0      |        |
| Totale Ruch Chorzów | Totale Ruch Chorzów | Totale Ruch Chorzów | 19         | 0          |                 | 1               | 0               |                    |                    |                    |             |             |             | 20     | 0      |        |
| 2019-gen. 2020      | Odra Opole          | 1L                  | 17         | 0          | CP              | 1               | 0               | -                  | -                  | -                  | -           | -           | -           | 18     | 0      |        |
| gen.-giu. 2020      | Jagiellonia         | EK                  | 8          | 0          | CP              | -               | -               | -                  | -                  | -                  | -           | -           | -           | 8      | 0      |        |
| 2020-2021           | Jagiellonia         | EK                  | 21         | 2          | CP              | 1               | 0               | -                  | -                  | -                  | -           | -           | -           | 22     | 2      |        |
| 2021-2022           | Jagiellonia         | EK                  | 23         | 0          | CP              | 0               | 0               | -                  | -                  | -                  | -           | -           | -           | 23     | 0      |        |
| 2022-2023           | Jagiellonia         | EK                  | 26         | 0          | CP              | 1               | 1               | -                  | -                  | -                  | -           | -           | -           | 27     | 1      |        |
| 2023-2024           | Jagiellonia         | EK                  | 34         | 10         | CP              | 5               | 1               | -                  | -                  | -                  | -           | -           | -           | 39     | 11     |        |
| Totale Jagiellonia  | Totale Jagiellonia  | Totale Jagiellonia  | 112        | 12         |                 | 7               | 2               |                    |                    |                    |             |             |             | 119    | 14     |        |
| ago. 2024           | Braga               | PL                  | 0          | 0          | CP+Cdl          | -               | -               | UEL                | 1                  | 0                  | -           | -           | -           | 1      | 0      |        |
| set. 2024-2025      | Hannover 96         | 2L                  | 1          | 0          | CG              | 0               | 0               | -                  | -                  | -                  | -           | -           | -           | 1      | 0      |        |
| Totale carriera     | Totale carriera     | Totale carriera     | 149        | 12         |                 | 9               | 2               |                    | 1                  | 0                  |             | -           | -           | 159    | 14     |        |

## Palmarès
- Campionato polacco: 1

Jagiellonia: 2023-2024